# Distretto di Quva
Il distretto di Quva è uno dei 15 distretti della Regione di Fergana, in Uzbekistan. Il capoluogo è Quva.